# The Heart of a Man
The Heart of a Man é um filme de drama musical britânico de 1959, dirigido por Herbert Wilcox.

## Elenco
- Frankie Vaughan como Frankie Martin
- Anne Heywood como Julie
- Tony Britton como Tony
- Peter Sinclair como Bud
- Michael Medwin como Sid
- Anthony Newley como Johnnie
- Harry Fowler como Razor
- George Rose como Charile
- Harold Kasket como Oscar
- Vanda Hudson como Cha Cha